# Aviação da Costa do Marfim na Guerra Civil

Insígnia da Força Aérea do Marfim.

Durante a guerra civil na Costa do Marfim (2002—2007), a força aérea do país desempenhou um papel importante. Durante os dois primeiros anos do conflito, as autoridades renovaram a frota, comprando um grande número de helicópteros e aviões. Com o apoio de especialistas militares estrangeiros e mercenários, numerosos ataques aéreos foram realizados contra forças antigovernamentais, que muitas vezes resultaram em vítimas civis. Durante os eventos de novembro de 2004, a força aérea nacional foi quase completamente destruída pelo Exército Francês.

## Na véspera
Na época do início da guerra civil, o estado de vôo estava: Gulfstream III (1), Cessna 421 (1), F.33C (4), AS.365 Dauphin (2), SA-330 Puma (1). Além disso, em Bouaké, havia vários Dassault-Dornier Alpha-Jet em armazenamento. 
No final do verão 2002, a liderança do país alocou fundos para a renovação da frota. Em agosto, foram assinados contratos para o fornecimento de quatro aviões de ataque Su-25 e dois helicópteros de combate Mi-24 da Bielorrússia, um par de caças de linha de frente MiG-23 e três helicópteros Mi-24 da Bulgária.
Em setembro de 2002, os rebeldes tomaram a base de Bouaké, onde os aviões estavam localizados. Eles ameaçaram usar a aviação contra o governo. A este respeito, o presidente Laurent Gbagbo apressou-se a concluir a atualização da Força Aérea.

## Aviação
A seguir, uma lista de equipamentos de aviação comprados durante a guerra.
| Ano                   | Número de bordo | Modelo                                         | Fornecedor   | Observação |              |              |
| Helicópteros          | Helicópteros    | Helicópteros                                   | Helicópteros | Helicópteros | Helicópteros | Helicópteros |
| --------------------- | --------------- | ---------------------------------------------- | ------------ | --- | ------------ | ------------ |
| 2002                  | ?               | Mil Mi-24 (2 unidades)                         | Belarus      | inicialmente pilotado por mercenários da França e da África do Sul, que anteriormente lutaram em Serra Leoa; o pessoal técnico é composto por bielorrussos e ucranianos |              |              |
| 2002-2003             | ?               | Mil Mi-24 (2-3 unidades)                       | Bulgária     | inicialmente pilotado por mercenários da França e da África do Sul, que anteriormente lutaram em Serra Leoa; o pessoal técnico é composto por bielorrussos e ucranianos |              |              |
| 2002                  | ?               | Mil Mi-8 (3 unidades)                          | Bulgária     | pilotos búlgaros |              |              |
| 2003                  | ?               | IAR-330 (4 unidades)                           | Roménia      | |              |              |
| Aviões de ataque      |                 |                                                |              | |              |              |
| 2003                  | «20»            | Su-25UB (treinamento de combate, dois lugares) | Belarus      | tripulação bielorrussa-marfinense |              |              |
| 2003                  | «21»            | Su-25UB (treinamento de combate, dois lugares) | Belarus      | tripulação bielorrussa-marfinense |              |              |
| 2004                  | «02»            | Su-25 (combate, um lugar)                      | Belarus      | não explorado |              |              |
| 2004                  | «03»            | Su-25 (combate, um lugar)                      | Belarus      | não explorado |              |              |
| 2003                  | ?               | BAC Strikemaster (2 unidades)                  | Botswana     | pilotado por um empreiteiro Francês |              |              |
| Caças interceptadores |                 |                                                |              | |              |              |
| 2003                  | ?               | MiG-23 (2 unidades)                            | Bulgária     | pilotado por um piloto búlgaro; em 2004, por razões desconhecidas, transferido para a República do Togo                                                                 |              |              |
| Avião de transporte   |                 |                                                |              | |              |              |
| 2004                  | ?               | Antonov An-12                                  | ?            | uma equipa de 15 pilotos e técnicos, incluindo ucranianos, russos, bielorrussos                                                                                         |              |              |

## Missões de combate

### Mi-24
- Em 27 de novembro de 2002, as forças rebeldes foram atacadas no centro de Vavua. Como resultado do ataque, os rebeldes não sofreram perdas, mas três civis foram mortos. Em 28 de novembro, as forças inimigas foram atacadas em Danané. A próxima vez que o uso da aviação foi comemorado em 15 de dezembro. Neste dia, o Mi-24 atacou uma das aldeias no norte do país, onde os rebeldes estavam supostamente localizados. Como resultado desta greve, as vítimas civis foram novamente relatadas.
- Durante Dezembro, helicópteros também atacaram posições rebeldes nas aldeias de Pelezi, Mahaple, Menakro e Dania e nas cidades de Bouaké, Man, Vavua. O comando do contingente militar francês acusou os militares da Costa do Marfim de utilizarem aviões para destruir civis.
- Em janeiro de 2003, os helicópteros do Governo continuaram a atacar destacamentos da oposição na cidade de Danan, bem como nas aldeias de Tulleple e Binhuye, perto da fronteira com a Libéria.
- De 6 a 14 de abril, helicópteros bombardearam a aldeia de Suan Lunien. Pelo menos 4 civis foram mortos.
- No período de 6 a 16 de abril, o Mi-24 também atacou Vavua e Binue.
- No dia 16 de abril, o Mi-24 disparou contra vários edifícios em Danan e Mohapla. 50 civis ficaram feridos. * Representantes de missões diplomáticas estrangeiras condenaram ações semelhantes do exército marfinense e pediram às autoridades que parassem de usar helicópteros em combate.
- Em 9 de junho de 2004, helicópteros atacaram várias posições rebeldes nas partes norte e oeste do país. 15 militantes e cinco soldados do exército do governo foram mortos por ataques aéreos na aldeia de Mamigu.

### Su-25
- Em 4 e 5 de novembro de 2004, aviões bombardearam tropas rebeldes em Bouaké e Korogo.
- Em 6 de novembro, aviões bombardearam tropas francesas em Bouake. Em resposta, os franceses destruíram a maioria dos aviões e helicópteros da Costa do Marfim.

## Após 2004
Em 2005, apesar do embargo do Conselho de segurança da ONU à prestação de assistência militar e ao fornecimento de armas à costa do Marfim, um grupo de 10 técnicos de aeronaves da Bielorrússia e da Ucrânia chegou secretamente para restaurar a Força Aérea do país.
Em 2007, de acordo com a Aviation Week & Space Technology, seis aeronaves estavam em operação: uma AN-32, uma Cessna 421, dois helicópteros Eurocopter SA-365 Dauphin, uma aeronave Gulfstream IV VIP e um helicóptero Mi-24. No entanto, nem todas as aeronaves estavam em condições de funcionamento.